# Septième circonscription de la préfecture de Hyōgo
La septième circonscription de la préfecture de Hyōgo (兵庫県第7区, Hyōgo-ken dai-nana-ku) est l'une des douze circonscriptions législatives que compte la préfecture de Hyōgo au Japon.

## Description géographique
Entre 1994 et 2017, la septième circonscription de la préfecture de Hyōgo correspondait aux villes de Nishinomiya et Ashiya.
Depuis 2017, elle comprend la ville d'Ashiya et une partie de la ville de Nishinomiya,.

## Députés
| Législature | Début de mandat | Fin de mandat | Député élu         | Parti politique | Parti politique |
| ----------- | --------------- | ------------- | ------------------ | --------------- | --------------- |
| 41e         | 1996            | 2000          | Takako Doi         |                 | PSD             |
| 42e         | 2000            | 2003          | Takako Doi         |                 | PSD             |
| 43e         | 2003            | 2005          | Shigeo Ōmae (ja)   |                 | PLD             |
| 44e         | 2005            | 2009          | Shigeo Ōmae (ja)   |                 | PLD             |
| 45e         | 2009            | 2012          | Toshirō Ishii (ja) |                 | PDJ             |
| 46e         | 2012            | 2014          | Kenji Yamada (ja)  |                 | PLD             |
| 47e         | 2014            | 2017          | Kenji Yamada (ja)  |                 | PLD             |
| 48e         | 2017            | 2021          | Kenji Yamada (ja)  |                 | PLD             |
| 49e         | 2021            | 2024          | Kenji Yamada (ja)  |                 | PLD             |
| 50e         | 2024            | -             | Kenji Yamada (ja)  |                 | PLD             |